# Общество преподавателей семинарии Кума
Общество преподавателей семинарии Кума (перс. جامعهٔ مدرسین حوزهٔ علمیهٔ قم‎; романизация: Jame’eh-ye Modarresin-e Howzeh-ye Elmiyyeh Qom — JMHEQ) — влиятельная в Иране организация исламского духовенства, тайно основанная в 1961 году учениками аятоллы Хомейни из числа студентов богословской семинарии города Кума. Своими задачами основатели видели объединение последователей Хомейни для ведения политической деятельности и содействие распространению его революционной интерпретации ислама, таких как идея исламского правительства. Сыграла важную роль в организации народных выступлений во время Исламской революции 1979 года и сохранила свою политическую роль в современном Иране. Глава общества назначается Высшим руководителем Ирана. В настоящее время Общество возглавляет Мохаммад Язди, который был главой судебной системы Ирана (1989—1999), а с 2015 года руководит Советом экспертов. Недавний случай произошёл с аятоллой Юсефом Саанеи, который за солидарность с «Зелёным движением» был понижен в должности от марджи до худжат аль-ислам.

## История
В 1961 году в священном для шиитов городе Кума группа исламских священнослужителей среднего ранга, которые изучали в местных религиозных семинариях фикх (исламское право) под руководством аятоллы Хомейни, тайно основали Общество преподавателей семинарии Кума. Они поддержали утверждение о том, что аятолла Хомейни был источником подражания (марджа ат-таклид) Деятельность Общества в 1960-х—1970-х годах прежде всего носила агитационно-пропагандистскую форму.
В 1981 году Общество приняло первый в своей истории устав. Изменился и состав участников. В то время как некоторые старые члены, в том числе, аятолла Монтазери, который в то время был назначен преемником Хомейни в качестве следующего Верховного лидера, ушли, к Обществу присоединились новые священнослужители. Через год после реорганизации Общество объявило, что аятолла Шариатмадати больше не является «источником подражания» (марджа ат-таклид). Аятолла Шариатмадари был против включения в конституцию 1979 года доктрины «велаят-э-факих». Позднее его обвинили в участии в перевороте против аятоллы Хомейни, и с 1982 года и до своей смерти в 1986 году он был под домашним арестом. За последующие три десятилетия Общество разжаловало ряд священнослужителей.
Во время правления аятоллы Хомейни Общество преподавателей семинарии Кума была важной частью правого крыла сторонников режима. В тот период Общество координировало свои действия с Обществом воинствующего духовенства Тегерана (Jame’e-ye Ruhaniyyat-e Mobarez-e Tehran — JRM).
В 1980-х годах, хотя ОБщество поддерживала режим в целом, оно критиковала правительство премьер-министра Мир-Хосейна Мусави (1981—1989). В экономическом плане Мусави отвергал вмешательство государства в экономику и поддерживал частный сектор. Разногласия по экономическим вопросам привело к политическим столкновениям: в 1985 году 99 депутатов Меджлиса, в том числе видный член Общества аятолла Азари-Коми, проголосовали против Мусави, несмотря на то что аятолла Хомейни одобрил кандидатуру Мусави на пост главы правительства.
После смерти аятоллы Хомейни в 1989 году новым Высшим руководителем страны стал Али Хаменеи. Низкое богословское положение Али Хаменеи помешало ему стать «марджа ат-таклид», из-за чего многие последователи Хомейни не могли принять Али Хаменеи как «источник подражания». Поэтому Общество преподавателей семинарии Кума рекомендовал вместо этого признать в качестве великого аятоллы Мохаммади Голпаегани, а после его смерти в 1993 году Мохаммеда Али Араки (умер в 1994), которые были единственными кандидатами, признанными Обществом в качестве «марджа ат-таклид». В 1994 году, после смерти аятоллы Араки, Общество объявило «источниками подражания» сразу семь аятолл, в том числе Али Хаменеи. Это решение вызвало серьезно недовольство в Иране и за его пределами. Так, аятолла Монтазери заявил, что список было опубликовано под давлением проправительственных ополченцев, а по словам аятоллы Азари Куми, решение было принято путём голосования по телефону, что нарушало устав Общества. Великие аятоллы решительно выступили против включения Хаменеи в список «источников подражания», так как у него не было необходимых богословских полномочий, чтобы можно было признавать его как «марджа ат-таклид». В результате сам Хаменеи попросил Общество преподавателей семинарии Кума отозвать его имя из списка. В последующие годы члены Общество преподавателей семинарии Кума были одними из самых верных сторонников Али Хаменеи и президента Али Акбара Хашеми Рафсанджани.
В 1997 году Хаменеи снова попытался получить звание «источника подражания». В конечном итоге было решено, что шииты за пределами Ирана должны принять Хаменеи в качестве «марджа ат-таклид», в то время как внутри Ирана шииты имели право выбор среди всех, включённых в список, опубликованный Обществом преподавателей семинарии Кума.
На президентских выборах 1997 года Общество поддержало консервативного кандидата Али Акбара Натек-Нури, который проиграл кандидату-реформисту Мохаммаду Хатами. Во время президентства Хатами Общество преподавателей семинарии Кума было одним из самых громких критиков его администрации, выступая против его политики культурной и политической либерализации.
В 2005 году Общество поддержало кандидата в президенты Акбара Хашеми Рафсанджани, который проиграл правому популисту и стороннику «жёсткого курса» Махмуду Ахмадинежаду. Однако, поскольку Ахмадинежад принадлежал к лагерю принципалистов, Общество всё же поддерживало его правительство, хотя иногда и выступало с критикой некоторых из его действий. Перед президентскими выборами 2009 года большинство членов Общество не проголосовало в поддержку Ахмадинежада. Это не помешало лидеру Общества аятолле Язди заявить, что Общество поддержит Ахмадинежада на выборах.
Главными фигурами Общества являются Мохаммад Язди (президент Общества, один из юристов Совета стражей и председатель Совета экспертов, бывший глава судебной власти), Сейед Махмуд Хашеми-Шахруди (заместитель главы Совета экспертов и бывший глава судебной власти), Мохаммад Моамен (один из юристов Совета стражей и член Совета экспертов), Мортеза Моктадай (руководитель семинарии в Куме, вице-президент Общества, член Совета экспертов и бывший генеральный прокурор), Мохаммад Таки Месбахи Язди (член Совета экспертов, Совета целесообразности и Высшего совета культурной революции), Садик Лариджани (глава судебной власти, один из юристов Совета стражей и член Совета экспертов) и Сейед Ахмад Хатами (один из лидеров пятничных молитв в Тегеране и секретарь Совета экспертов).

### Основатели
Список основателей Общества преподавателей семинарии Кума (никто из них в то время ещё не был аятоллой):
- Мохаммад Фазель Ленкорани
- Ахмад Азари Куми[англ.]
- Ибрахим Амини[англ.]
- Али Мешкини[англ.]
- Хосейн-Али Монтазери
- Али Коддуси[англ.]
- Раббани Ширази